# فرانسه در المپیک تابستانی ۲۰۰۰
فرانسه در بازی‌های المپیک تابستانی ۲۰۰۰ که در شهر سیدنی استرالیا برگزار شد، کاروان فرانسه با ۳۳۶ ورزشکار در این رقابت‌ها شرکت کرد و موفق به کسب ۳۸ مدال (۱۳ طلا، ۱۴ نقره، ۱۱ برنز) شد. در جدول رتبه‌بندی توزیع مدال‌ها، فرانسه در ردهٔ ۶ مسابقات قرار گرفت.